# Bleu persan
Pour les articles homonymes, voir Pers (homonymie).
L'adjectif pers (prononcé /pɛʁ/), les expressions « bleu de Perse », bleu persan,  désignent des nuances de bleu. Comme la plupart des noms et adjectifs de couleur rares ou précieux — notamment glauque, synonyme — ils désignent des nuances variables.
Pers subsiste surtout dans la périphrase « la déesse aux yeux pers » qui désigne Minerve ou Athéna. On le trouve employé pour toute nuance de bleu soutenu qui tende vers une couleur voisine, violet ou vert.

## Pers, perse
L'adjectif pers donne perse au féminin : une robe perse peut être ou non coupée dans un tissu pers : il y a complète homonymie avec une « robe perse, à la mode des Assyriens » et une facile assimilation avec la Perse, bien que l'étymologie affirme que le mot pers — celui de « la déesse aux yeux pers », Athéna — vienne du latin persus « de couleur jacinthe : violet, bleu foncé ».
Dans les textes anciens, le sens étymologique prévaut. Les maréchaux du roi de France portent une « hache d'armes, ayant le manche de velours pers semé de fleur de lys d'or ». Il se distingue, jusqu'au XVIe siècle, du bleu, tiré de blef, qui dérive de blanc et désigne des teintes claires, livides, blafardes. Le bleu, qui désigne aussi à la même époque une matière colorante, finira par occuper tout le champ chromatique bleu moderne, tandis que pers se raréfie. À la fin du XVIIe siècle, Furetière décrit Pers comme « Vieux mot qui signifie, de couleur bleue ou tirant sur le bleu… le fil pers est celui qu'on appelle vulgairement fil à marquer, qui est teint avec de l'indigo. C'est un azur couvert et obscur qu'on prétend être venu de Perse, ou d'une couleur de pêche Persienne ».
En teinturerie, on trouve au XIXe siècle « bleu Perse », produit principalement avec du bleu de Prusse après mordançage. C'est une couleur populaire, de robe de bourgeoise ou de grisette.

## Céramique bleu persan

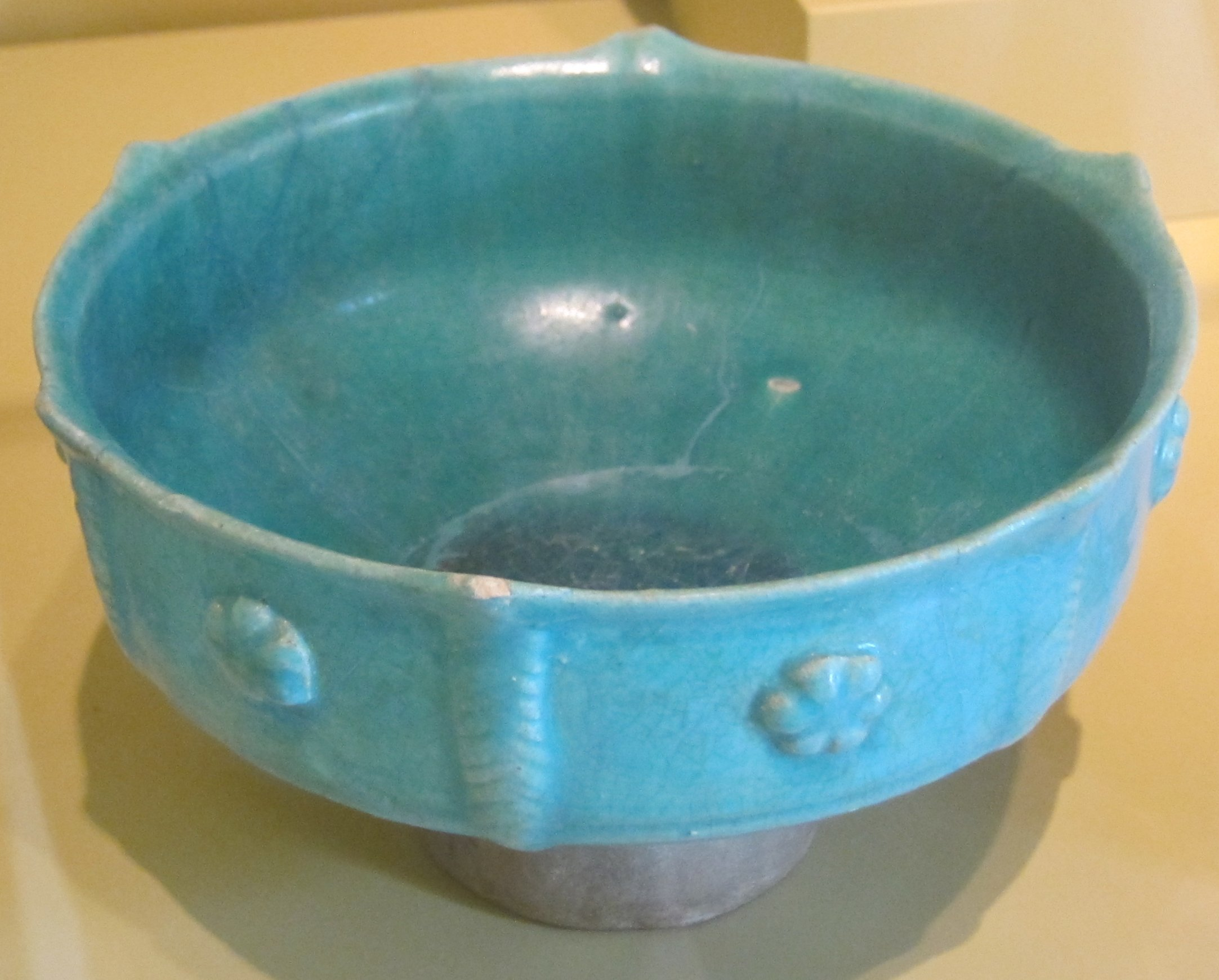
Céramique bleu persan, XIIe siècle.

La céramique « bleu persan » est  bleu-vert. Des faïences, des porcelaines bleu persan (attesté seconde moitié du XIXe siècle).
La nuance du bleu paraît cependant très mal assurée.

« Un bleu foncé, celui que les amateurs de faïences appellent bleu persan. »

— Catalogue du musée d'Auxerre, 1870.

« Un ton chaud et vigoureux, dit “bleu persan”. »

— Dictionnaire de la céramique, 1893.

## Usage contemporain
Les usages contemporains de bleu persan sont très libres. On trouve sous la dénomination « bleu persan » des bleus, généralement assez intenses et tirant sur le vert, mais de nuances fort variées, pouvant aller au bleu violacé.
Les nuanciers proposent 1242 bleu persan, 1226 bleu persan.
On trouve aussi des rouges et des violets persans.
Pers et perse sont rares.